# Ion Țiriac
Ion Țiriac (Brașov, 9 de Maio de 1939) é um ex-tenista, jogador de hóquei profissional e mega-empresário romeno.
É atualmente o romeno mais rico do mundo, classificado na posição 1,867 da lista Forbes dos mais ricos do mundo em 2018. Tem participações em empresas como a Allianz-Tiriac, uma das maiores seguradoras da Roménia, a Tiriac Holding, um grupo de empresas com operações nas áreas de venda de carros, imobiliário e energia, e ainda no Torneio de tênis de Madrid, um dos torneios de ténis mais importantes.

## Galeria

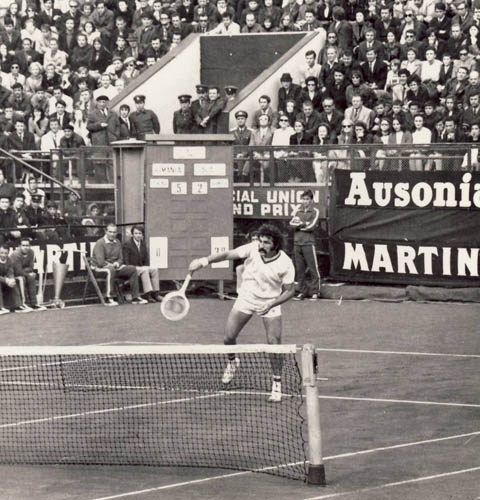
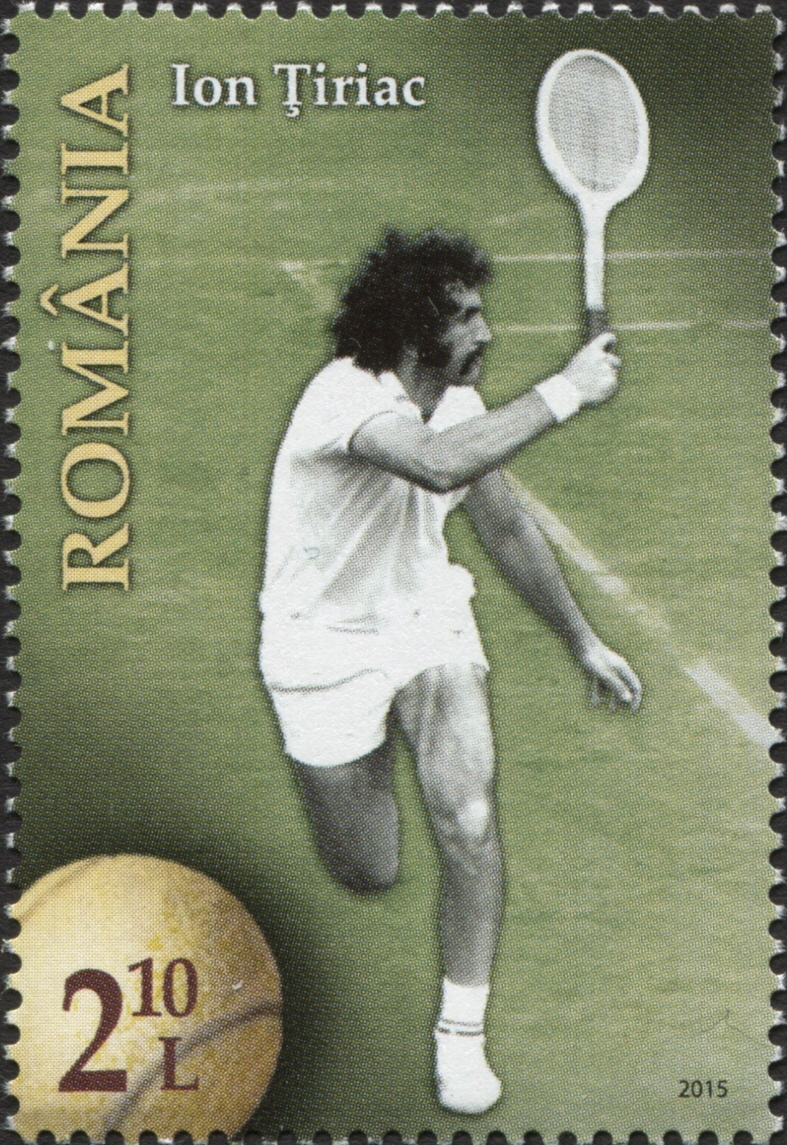
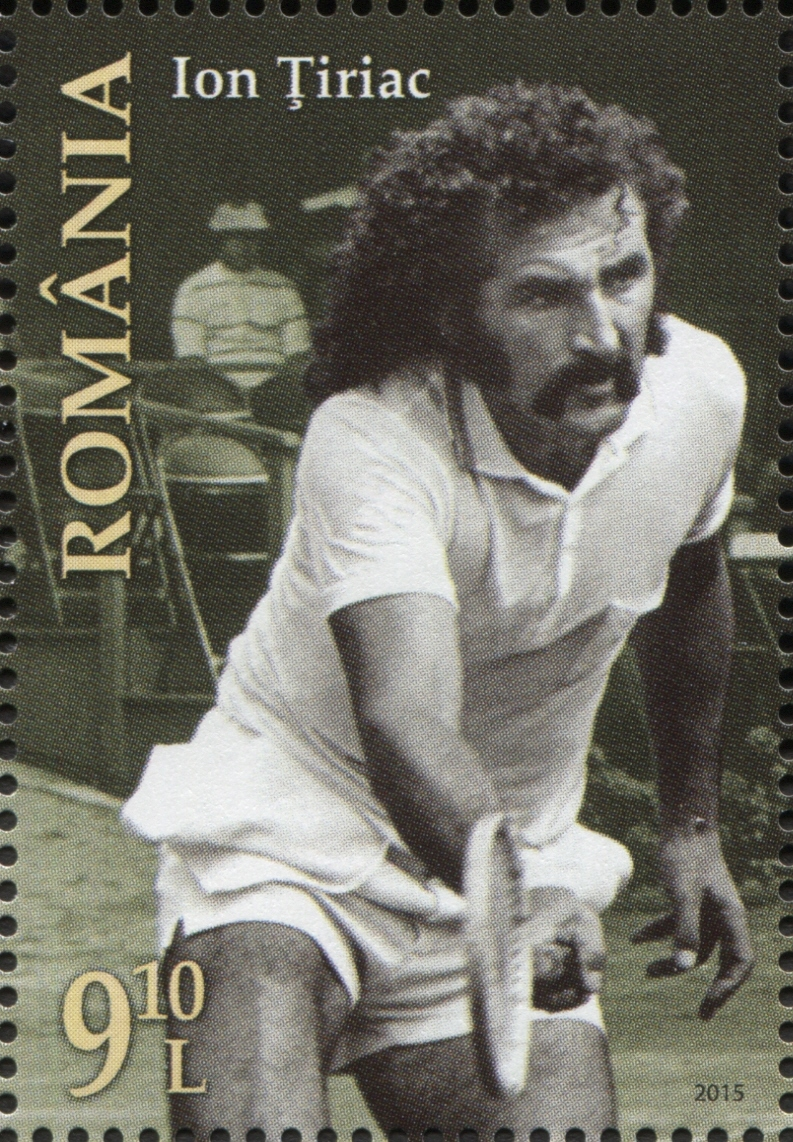

## Grand Slam finais

### Duplas 2 (1–1)
|      | Posição | Campeonato    | Parceiro     | Oponentes                     | Placar        |
| ---- | ------- | ------------- | ------------ | ----------------------------- | ------------- |
| 1966 | Vice    | Roland Garros | Ilie Năstase | Dennis Ralston Clark Graebner | 3–6, 3–6, 0–6 |
| 1970 | Campeão | Roland Garros | Ilie Năstase | Arthur Ashe Charlie Pasarell  | 6–2, 6–4, 6–3 |

## Grand Prix finals

### Simples 1 (1–1)
| Posição | N. | Data             | Torneio                                                        | Piso     | Oponente     | Placar             |
| ------- | -- | ---------------- | -------------------------------------------------------------- | -------- | ------------ | ------------------ |
| Campeão | 1. | 3 Agosto 1970    | Bavarian International Tennis Championships, Munique, Alemanha | Saibro   | Nikola Pilić | 2–6, 9–7, 6–3, 6–4 |
| Vice    | 1. | 1 Fevereiro 1972 | Omaha, Nebraska, EUA                                           | Duro (i) | Ilie Năstase | 6–2, 1–6, 1–6      |